# Asperthorax granularis
Asperthorax granularis là một loài nhện trong họ Linyphiidae.
Loài này thuộc chi Asperthorax. Asperthorax granularis được Gao & Zhu miêu tả năm 1989.